# Convocazioni per la Coppa re Fahd 1995
Elenco dei giocatori convocati da ciascuna Nazionale di calcio partecipante alla Coppa re Fahd 1995.

## Gruppo A

### Danimarca
Allenatore:  Richard Møller Nielsen
| N. | Pos. | Giocatore           | Data nascita (età)         | Pres. | Squadra      |
| -- | ---- | ------------------- | -------------------------- | ----- | ------------ |
| 1  | P    | Peter Kjær          | 5 novembre 1965 (29 anni)  | -     | Silkeborg    |
| 2  | C    | Jakob Friis-Hansen  | 6 marzo 1967 (27 anni)     | 13    | Lilla        |
| 3  | D    | Marc Rieper         | 5 giugno 1968 (26 anni)    | 24    | West Ham Utd |
| 4  | D    | Jes Høgh            | 7 maggio 1966 (28 anni)    | 9     | Aalborg      |
| 5  | D    | Jens Risager        | 9 aprile 1971 (23 anni)    | 2     | Brøndby      |
| 6  | D    | Michael Schjønberg  | 19 gennaio 1967 (27 anni)  | -     | Odense       |
| 7  | C    | Brian Steen Nielsen | 28 dicembre 1968 (26 anni) | 21    | Fenerbahçe   |
| 8  | D    | Johnny Hansen       | 11 luglio 1966 (28 anni)   | 2     | Odense       |
| 9  | A    | Mark Strudal        | 29 aprile 1968 (26 anni)   | 8     | Brøndby      |
| 10 | C    | Michael Laudrup     | 15 giugno 1964 (30 anni)   | 76    | Real Madrid  |
| 11 | A    | Brian Laudrup       | 22 febbraio 1969 (25 anni) | 52    | Rangers      |
| 12 | D    | Jacob Laursen       | 6 ottobre 1971 (23 anni)   | -     | Silkeborg    |
| 13 | C    | Jesper Kristensen   | 9 ottobre 1971 (23 anni)   | 1     | Brøndby      |
| 14 | C    | Morten Wieghorst    | 25 febbraio 1971 (23 anni) | 1     | Dundee       |
| 15 | D    | Carsten Hemmingsen  | 18 dicembre 1970 (24 anni) | -     | Odense       |
| 16 | P    | Lars Høgh           | 14 gennaio 1959 (35 anni)  | 6     | Odense       |
| 17 | A    | Peter Rasmussen     | 16 maggio 1967 (27 anni)   | 1     | Aalborg      |
| 18 | A    | Bo Hansen           | 16 giugno 1972 (22 anni)   | -     | Brøndby      |
| 20 | P    | Mogens Krogh        | 31 ottobre 1963 (31 anni)  | 2     | Brøndby      |

### Messico
Allenatore:  Miguel Mejía Barón
| N. | Pos. | Giocatore           | Data nascita (età)          | Pres. | Squadra              |
| -- | ---- | ------------------- | --------------------------- | ----- | -------------------- |
| 1  | P    | Jorge Campos        | 15 ottobre 1966 (28 anni)   |       | Universidad Nacional |
| 2  | D    | Claudio Suárez      | 17 dicembre 1968 (26 anni)  |       | Universidad Nacional |
| 4  | C    | Ignacio Ambríz      | 7 febbraio 1965 (29 anni)   |       | Necaxa               |
| 5  | C    | Ramón Ramírez       | 5 dicembre 1969 (25 anni)   |       | Guadalajara          |
| 6  | C    | Marcelino Bernal    | 27 maggio 1962 (32 anni)    |       | Toluca               |
| 7  | A    | Carlos Hermosillo   | 24 agosto 1964 (30 anni)    |       | Cruz Azul            |
| 8  | C    | Alberto García Aspe | 11 maggio 1967 (27 anni)    |       | Necaxa               |
| 9  | C    | Jorge Rodríguez     | 18 aprile 1968 (26 anni)    |       | Santos               |
| 10 | C    | Luis García         | 1º giugno 1969 (25 anni)    |       | Club América         |
| 11 | A    | Luis Roberto Alves  | 23 maggio 1967 (27 anni)    |       | Club América         |
| 12 | P    | Adrián Chávez       | 27 giugno 1962 (32 anni)    |       | Club América         |
| 13 | D    | Manuel Vidrio       | 23 agosto 1972 (22 anni)    |       | Guadalajara          |
| 14 | C    | Joaquín del Olmo    | 20 aprile 1969 (25 anni)    |       | Club América         |
| 15 | C    | Gerardo Esquivel    | 13 gennaio 1966 (28 anni)   |       | Necaxa               |
| 16 | C    | Alberto Coyote      | 26 marzo 1967 (27 anni)     |       | Guadalajara          |
| 17 | C    | Benjamín Galindo    | 11 dicembre 1960 (34 anni)  |       | Santos               |
| 18 | A    | Cuauhtémoc Blanco   | 17 gennaio 1973 (21 anni)   |       | Club América         |
| 20 | P    | Nicolás Navarro     | 17 settembre 1963 (31 anni) |       | Necaxa               |
| 21 | D    | Raúl Gutiérrez      | 16 ottobre 1966 (28 anni)   |       | Atlante              |

### Arabia Saudita
Allenatore:  Mohammed Al-Kharashy
| N. | Pos. | Giocatore            | Data nascita (età)          | Pres. | Squadra     |
| -- | ---- | -------------------- | --------------------------- | ----- | ----------- |
| 1  | P    | Mohammed Al-Deayea   | 2 agosto 1972 (22 anni)     |       | Al-Ta'ee    |
| 2  |      | Ramzi Al-Muwallid    |                             |       |             |
| 3  | D    | Mohammed Al-Khilaiwi | 24 maggio 1971 (23 anni)    |       | Al-Ittihad  |
| 4  | D    | Abdullah Zubromawi   | 15 novembre 1973 (21 anni)  |       | Al Ahly     |
| 5  | D    | Ahmad Jamil Madani   | 6 gennaio 1970 (25 anni)    |       | Al-Ittihad  |
| 6  | C    | Fuad Amin            | 13 ottobre 1972 (22 anni)   |       | Al-Shabab   |
| 7  | C    | Fahad Al-Ghesheyan   | 11 agosto 1973 (21 anni)    |       | Al Hilal    |
| 8  | C    | Saleh Al-Saleh       |                             |       |             |
| 9  | A    | Sami Al-Jaber        | 11 dicembre 1972 (22 anni)  |       | Al-Hilal    |
| 10 | C    | Saeed Al-Owairan     | 19 agosto 1967 (27 anni)    |       | Al-Shabab   |
| 11 | A    | Fahad Al-Mehallel    | 11 novembre 1970 (24 anni)  |       | Al-Hilal    |
| 12 | C    | Ahmed Eesa           |                             |       |             |
| 13 | D    | Turki Awad           |                             |       | Al Hilal    |
| 14 | C    | Khalid Al-Muwallid   | 23 novembre 1971 (23 anni)  |       | Al-Ahly     |
| 15 | D    | Saleh Al-Dawod       | 24 settembre 1968 (26 anni) |       | Al Shabab   |
| 16 | A    | Hussain Korshi       |                             |       |             |
| 17 | A    | Obeid Al-Dosari      | 2 ottobre 1975 (19 anni)    |       | Al-Wahda    |
| 18 | C    | Salem Al-Alawi       |                             |       | Al-Shabab   |
| 19 | P    | Hussein Al-Sadiq     | 15 ottobre 1973 (21 anni)   |       | Al-Qadisiya |
| 20 | C    | Hamzah Saleh         | 19 aprile 1969 (25 anni)    |       | Al Ahly     |

## Gruppo B

### Argentina
Allenatore:  Daniel Passarella
| N. | Pos. | Giocatore            | Data nascita (età)         | Pres. | Squadra           |
| -- | ---- | -------------------- | -------------------------- | ----- | ----------------- |
| 1  | P    | Carlos Bossio        | 1º dicembre 1973 (21 anni) |       | Estudiantes (LP)  |
| 2  | D    | Roberto Ayala        | 14 aprile 1973 (21 anni)   |       | River Plate       |
| 3  | D    | José Chamot          | 17 maggio 1969 (25 anni)   |       | Lazio             |
| 4  | D    | Javier Zanetti       | 10 agosto 1973 (21 anni)   |       | Banfield          |
| 5  | C    | Hugo Pérez           | 6 ottobre 1968 (26 anni)   |       | Independiente     |
| 6  | D    | Néstor Fabbri        | 29 aprile 1968 (26 anni)   |       | Boca Juniors      |
| 7  | C    | Ariel Ortega         | 4 marzo 1974 (20 anni)     |       | River Plate       |
| 8  | C    | Marcelo Escudero     | 25 luglio 1972 (22 anni)   |       | Newell's Old Boys |
| 9  | A    | Gabriel Batistuta    | 1º febbraio 1969 (25 anni) |       | Fiorentina        |
| 10 | C    | Marcelo Espina       | 28 aprile 1967 (27 anni)   |       | Platense          |
| 11 | A    | Sebastián Rambert    | 30 gennaio 1974 (20 anni)  |       | Independiente     |
| 12 | P    | Germán Burgos        | 16 aprile 1969 (25 anni)   |       | River Plate       |
| 13 | D    | Pablo Rotchen        | 23 aprile 1973 (21 anni)   |       | Independiente     |
| 14 | D    | Rodolfo Arruabarrena | 20 luglio 1975 (19 anni)   |       | Boca Juniors      |
| 15 | D    | Nelson Vivas         | 18 ottobre 1969 (25 anni)  |       | Boca Juniors      |
| 16 | C    | Jorge Jiménez        | 4 luglio 1970 (24 anni)    |       | Banfield          |
| 17 | C    | Marcelo Gallardo     | 18 gennaio 1976 (18 anni)  |       | River Plate       |
| 18 | C    | Gustavo López        | 13 aprile 1973 (21 anni)   |       | Independiente     |
| 19 | A    | Hernán Crespo        | 5 luglio 1975 (19 anni)    |       | River Plate       |
| 20 | C    | Christian Bassedas   | 16 febbraio 1973 (21 anni) |       | Vélez Sarsfield   |

### Giappone
Allenatore:  Shū Kamo
| N. | Pos. | Giocatore            | Data nascita (età)          | Pres. | Squadra             |
| -- | ---- | -------------------- | --------------------------- | ----- | ------------------- |
| 1  | P    | Shigetatsu Matsunaga | 12 agosto 1962 (32 anni)    |       | Yokohama Marinos    |
| 2  | D    | Yoshihiro Natsuka    | 7 ottobre 1969 (25 anni)    |       | Bellmare Hiratsuka  |
| 3  | D    | Satoshi Tsunami      | 14 agosto 1961 (33 anni)    |       | Verdy Kawasaki      |
| 4  | D    | Masami Ihara         | 18 settembre 1967 (27 anni) |       | Yokohama Marinos    |
| 5  | D    | Tetsuji Hashiratani  | 15 luglio 1964 (30 anni)    |       | Verdy Kawasaki      |
| 6  | C    | Hajime Moriyasu      | 23 agosto 1968 (26 anni)    |       | Sanfrecce Hiroshima |
| 7  | C    | Takumi Horiike       | 6 settembre 1965 (29 anni)  |       | Shimizu S-Pulse     |
| 8  | C    | Tsuyoshi Kitazawa    | 10 agosto 1968 (26 anni)    |       | Verdy Kawasaki      |
| 9  | A    | Satoshi Yamaguchi    | 19 novembre 1971 (23 anni)  |       | Gamba Osaka         |
| 10 | C    | Ruy Ramos            | 9 febbraio 1957 (37 anni)   |       | Verdy Kawasaki      |
| 11 | A    | Kazuyoshi Miura      | 26 febbraio 1967 (27 anni)  |       | Verdy Kawasaki      |
| 12 | P    | Shinkichi Kikuchi    | 12 aprile 1967 (27 anni)    |       | Verdy Kawasaki      |
| 13 | A    | Kenta Hasegawa       | 25 settembre 1965 (29 anni) |       | Shimizu S-Pulse     |
| 14 | C    | Hiromitsu Isogai     | 19 aprile 1969 (25 anni)    |       | Gamba Osaka         |
| 15 | C    | Motohiro Yamaguchi   | 29 gennaio 1969 (25 anni)   |       | Yokohama Flügels    |
| 16 | A    | Masahiro Fukuda      | 27 dicembre 1966 (28 anni)  |       | Urawa Red Diamonds  |
| 17 | D    | Naoki Sōma           | 19 luglio 1971 (23 anni)    |       | Kashima Antlers     |
| 18 | C    | Hiroshige Yanagimoto | 15 ottobre 1972 (22 anni)   |       | Sanfrecce Hiroshima |
| 19 | A    | Masayuki Okano       | 25 luglio 1972 (22 anni)    |       | Urawa Red Diamonds  |
| 20 | P    | Nobuyuki Kojima      | 17 gennaio 1966 (28 anni)   |       | Bellmare Hiratsuka  |

### Nigeria
Allenatore:  Shaibu Amodu
| N. | Pos. | Giocatore                | Data nascita (età)          | Pres. | Squadra             |
| -- | ---- | ------------------------ | --------------------------- | ----- | ------------------- |
| 1  | P    | Peter Rufai              | 24 agosto 1963 (31 anni)    |       | Farense             |
| 2  | D    | Augustine Eguavoen       | 19 agosto 1965 (29 anni)    |       | Kortrijk            |
| 3  | D    | Benedict Iroha           | 29 novembre 1969 (25 anni)  |       | Vitesse             |
| 4  | D    | Stephen Keshi            | 23 gennaio 1962 (32 anni)   |       | CCV Hydra           |
| 5  | D    | Uche Okechukwu           | 4 novembre 1967 (27 anni)   |       | Fenerbahçe          |
| 6  | C    | Momodu Mutari            | 2 settembre 1976 (18 anni)  |       |                     |
| 7  | C    | Barnabas Imenger Shikaan | 15 maggio 1975 (19 anni)    |       | Lobi Stars          |
| 8  | C    | Mutiu Adepoju            | 22 dicembre 1970 (24 anni)  |       | Racing Santander    |
| 9  | A    | Dominic Iorfa            | 10 gennaio 1968 (26 anni)   |       | Southend Utd        |
| 10 | C    | Jay-Jay Okocha           | 14 agosto 1973 (21 anni)    |       | Eintracht Frankfurt |
| 11 | A    | Emmanuel Amuneke         | 25 dicembre 1970 (24 anni)  |       | Sporting Lisbona    |
| 12 | A    | Samson Siasia            | 14 agosto 1967 (27 anni)    |       | Nantes              |
| 13 | C    | Sunday Oliseh            | 14 settembre 1974 (20 anni) |       | Reggiana            |
| 14 | A    | Daniel Amokachi          | 30 dicembre 1972 (22 anni)  |       | Everton             |
| 15 | C    | Bolji Douglas            |                             |       |                     |
| 16 | P    | Ike Shorunmu             | 16 ottobre 1967 (27 anni)   |       | Shooting Stars      |
| 17 | D    | Sam Pam                  | 1º giugno 1968 (26 anni)    |       | Shooting Stars      |
| 18 | A    | Efan Ekoku               | 8 giugno 1967 (27 anni)     |       | Wimbledon FC        |
| 19 | D    | Michael Emenalo          | 14 luglio 1965 (29 anni)    |       | Notts County        |
| 20 | D    | Uche Okafor              | 8 agosto 1967 (27 anni)     |       | União Leiria        |